# Рональд Де Вітте
Рональд Де Вітте (нар. вересень 195; помер — пом. після 1998 року?) — бельгійський фізик.

## Біографія
Рональд Де Вітте народився в маленькому селі Аланзі в південній (Бельгії). Він рано зацікавився електронікою та електротехнікою. В чотирнадцять років він вирішив навчатися на приватних заочних курсах по електроніці компанії EURELEC і отримав диплом в шістнадцять років. В цей же час він зрозумів, що для подальшої освіти йому необхідно отримати середню освіту. Без цього атестату йому була закрита дорога у вищі навчальні заклади Бельгії. Під час роботи в приватній компанії, де він мав справу з динамітом, він отримав право навчатися в середній школі при підтримці директора, з тією вимогою, що він пройде додаткові тести за перші три роки навчання. Після успішної здачі екзаменів його зарахували в середню школу. Проте за рік до закінчення школи він склав екзамени з фізики в університет Льєжу, і став повноцінним студентом за рік стосовно своїх однокласників. Протягом навчання в середній школі він був причетний до різноманітної наукової діяльності, а також навіть став президентом товариства «Наукової молоді» у Віртоні (франкомовній комуні в Бельгії). Там були проведені різноманітні фізичні досліди (Міллікена, фотоелектричного ефекту, спектроскопії). Він також брав участь в різноманітних змаганнях (диспутах) по різних темах в галузі фізики, а також став переможцем в дискусії на тему «спеціальної теорії відносності», за що отримав приз
Від компанії Belgian Shell Company, яка і організувала змагання. Де Вітте навіть побував в готелі Villa Savoyarde біля Coq-Sur-Mer в Бельгії, що 200 метрів від берега Північного моря. Під час навчання в школі він також захоплювався астрономією а також «піратськими радіопередачами» на частоті 27 Мгц із саморобним передавачем (в ті часи в Україні було поширене радіопіратство на «середніх частотах». Передавачі робились на стандартних радіоприймачах з додатковою приставкою, під'єднанню до регульованого конденсатора). Найбільша дальність прийому та передачі в нього була — до Данії.
Де Вітте мав погану пам'ять, і тому йому погано давалась «зубрилівка» (тобто навчання «без душі» by heart), що викликало проблеми при вивченні «історії» та «англійської мови». Проте він завжди отримував максимальні оцінки з фізики, хімії та математики і був найкращим учнем з цих предметів у класі. В університеті він отримав диплома за два роки навчання в галузі фізики, проте він не зміг продовжити навчання «з душею» (а не «зубрилівкою») тисячі сторінок т.з. «стандартної фізики», які він уже тоді називав «помилковими обчисленнями» («erroneous calculations»), щоб отримати диплом по закінченню вуза. Таким чином, не зважаючи на те, що його визнавали розумним студентом багато викладачів, він вирішив покинути університет і став менеджером по продажі в магазині електроніки. Він працював там протягом десяти років, а у вільний час проводив чисельні фізичні експерименти, та вивчаючи теоретичну фізику. Його цікавило розповсюдження та генерація електромагнітних мікрохвиль і тому він став членом IEEE (Інститут по електротехніці та мікроелектроніці, США). Протягом цього періоду часу він розробив свій власний спектрометр, який враховував спін електрона задля задоволення вивчення властивостей електронів та вільних радикалів. Випадково він був запрошений на кілька тижнів доктором Йєвес Ліоном (Dr. Yves Lion) із інституту фізики при університеті в Льєжі для допомоги у виясненні фізичного механізму фотоіонізації амінокислоти триптофану за допомогою свого електронного спектрометра. Де Вітт також цікавився «супутниковим телебаченням» та знімками Метеосату (Meteosat images). Він розробив декілька мікрохвильових пристроїв, таких як 18 дБ низько шумний підсилювач, який використовував GaAs- польові транзистори для 11,34 ГГц. Він також розробив декілька пристроїв на мікропроцесорах для зберігання знімків Метеосату.
В 1990 році Де Вітте став цивільним працівником відділення метрології Белгаком (Belgium Telephone Company). Його робота полягала в тестуванні синхронізації рубудієвого стандарту частоти на віддаленому цезієвому годиннику. Саме тут він вперше ознайомився з фазовими зсувами віддалених цезієвих годинників та відкрив «періодичний фазовий зсув», залежний від «сідеричного періоду обертання Землі». В подальшому його звільнили з роботи за «самостійні дослідження» і він зайнявся проблемами теоретичної фізики та філософії науки. Він також продовжував експериментальну роботу виготовляючи «дешеве обладнання» для перевірки електронної теорії, а також розробив новий робочий процес для «безпроменевих» цезієвих годинників.
У своїй роботі Де Вітте завдячує підтримці Тамборіна (J. Tamborijn), сертифікованого інженера та виконавчого директора Деспремонта (B. Daspremont) відділу метрології, фібер- оптики та передачі Белгаком в Брюсселі, за використання шести цезієвих годинників, компараторів, рекодерів та підземних ліній передачі. Особлива подяка Паулю Пагуету
(Paul P`aquet), директору Королівської обсерваторії в Бельгії за консультації та документацію по реалізації (UTC).

## Відкриття Де Вітта

### Історія
Розпочинаючи з 1887 року, коли був здійснений знаменитий експеримент Майкельсона — Морлі для вимірювання «абсолютного руху», котрий є по суті рух відносно т.з. «ефіру», і очевидно означає тривіальну «анізотропію швидкості світла», більшість фізиків вважає, що абсолютний рух є неспостережним, а тому і немає фізичного змісту.
Тому в рамках «спеціальної теорій відносності» Ейнштейн запропонував як постулат постійність швидкості світла для всіх спостерігачів в різних системах обліку, що по своїй суті означає ізотропію швидкості світла. І все це, не зважаючи на те, що в рамках експерименту Майкельсона — Морлі спостерігалось крайове зміщення, що є одним із проявів подібної анізотропії. Таким чином, неправильна інтерпретація результатів експерименту Майкельсона — Морлі являє собою однією з найбільших «незручностей» (confusion) в фізиці за останні 100 років.
Ця незручність виникла з глибокого нерозуміння теоретичної структури спеціальної теорії відносності, а також зовсім несподіваної реєстрації анізотропії швидкості світла, що на перших порах списувалась на недостатню точність експериментальної установки (оскільки анізотропія проявляла себе на фоні похибок, в той час, як основний вимірюваний параметр — «зміщення» інтерференційних смуг в цілому «підтверджував» незалежність від швидкості Землі на орбіті навколо Сонця). Все це привело до зневажливого ставлення фізиків («прихильників релятивізму» в трактуванні Ейнштейна) до анізотропії швидкості світла на рівні емоцій, а не здорового глузду. Справа в тому, що анізотропія також впливає на апарат, що її вимірює. Наприклад, ефект стиснення шляху Фіцжеральда — Лоренца повинен бути врахованим при аналізі інтерференційної картини при обчисленні калібраційної константи інтерферометра. Калібраційна константа визначає величину анізотропії швидкості світла при обертанні апарата та вимірюванні крайового зміщення. Тільки в 2002 році Регінальд Кагілл виявив, що калібрацій на константа є значно менша за ту величину, що раніше використовувалася при обчисленнях, і тому крайове зміщення відповідає тільки 0,1% від швидкості світла. Це відкриття показало, що присутність газу на шляху світла є необхідною умовою для інтерферометра при визначенні «абсолютного руху». Тоді, як інтерферометр з відкачаним повітрям (вакуум) є не придатний в принципі, оскільки є неспроможним для реєстрації абсолютного руху.
Слід відзначити, що ця анізотропія також спостерігалася в експериментах Дейтона Міллера, а також в сучасних експериментах Реджіналда Кохілла,, який використовував одно- шляхові (one-way RF) коаксіальні кабелі (для радіочастот). Очевидно, що найбільш відомим є експеримент Дейтона Міллера, проведений в 1925—1926 роках. Він провів десятки тисяч вимірювань на удосконаленому інтерферометрі (база близько 60 м на висоті 1832 м). Швидкість руху Сонячної системи була виміряна ним у напрямку (α = 5.2hr, δ = −670), зі швидкістю 420±30 км/с. Цей локальний (в галактичному сенсі) «абсолютний рух» відрізняється від анізотропії т.з. «реліктового випромінювання», для якого характерний напрям (α = 11.20hr, δ = −7.220) зі швидкістю 369 км/с.